# Brian Hyland
Brian Hyland (New York, 12 november 1943) is een Amerikaans popmusicus. Hyland scoorde in de jaren 60 van de 20e eeuw internationale hits met onder meer Itsy Bitsy Teenie Weenie Yellow Polka Dot Bikini en Sealed with a Kiss. Nadat Hylands status als tieneridool minder werd nam hij in zijn latere carrière meer materiaal op met invloeden van countrymuziek.

## Biografie
Als kind studeerde Hyland gitaar en klarinet en zong hij in een kerkkoor.
Op 14-jarige leeftijd was Hyland mede-oprichter van de muziekgroep The Delfis. Ze namen een demo op maar wisten geen contract bij een platenlabel af te sluiten. Hyland kwam als solo-artiest onder contract te staan bij Kapp Records en nam bij dit label zijn debuutsingle, Rosemary, eind 1959 op.
In augustus 1960 scoorde Hyland op 16-jarige leeftijd zijn eerste en enige nummer 1-hit in de Verenigde Staten, Itsy Bitsy Teenie Weenie Yellow Polka Dot Bikini. Deze novelty haalde daarnaast de achtste positie in de UK Singles Chart en werd binnen twee maanden een miljoen keer verkocht.
Bij het label ABC Records bracht Hyland vervolgens de singles Let me belong to You en I'll never stop wanting You uit.
Hyland scoorde zijn tweede top 10-hit in de Verenigde Staten met Sealed with a Kiss in 1962. Het nummer behaalde in zowel de Verenigde Staten als het Verenigd Koninkrijk de derde positie in de nationale hitlijst. Jaren later, in 1975, werd het nummer opnieuw uitgebracht in het Verenigd Koninkrijk en haalde het de zevende positie. Met Ginny Come Lately scoorde Hyland in 1962 ook een hit (nummer 21 in de Verenigde Staten en nummer vijf in het Verenigd Koninkrijk).
In de Verenigde Staten verscheen Hyland in shows als American Bandstand en The Jackie Gleason Show. Van 1963 tot 1969 scoorde Hyland verschillende kleine hits in de Verenigde Staten, waarvan The joker went wild het hoogst scoorde met een twintigste positie in de Amerikaanse hitlijst. Aan het begin van de jaren 70 wist Hyland een top 10-notering te bereiken met Gypsy Woman, een nummer geschreven door Curtis Mayfield dat uiteindelijk tot de derde positie reikte in de Verenigde Staten. Dit was daarnaast zijn enige notering in de Nederlandse top 40, hierin bereikte het de 27e positie.

## Discografie

### Singles
| Single met eventuele hitnotering(en) in de Nederlandse Top 40 | Datum van verschijnen | Datum van binnenkomst | Hoogste positie | Aantal weken | Opmerkingen                                |
| ------------------------------------------------------------- | --------------------- | --------------------- | --------------- | ------------ | ------------------------------------------ |
| Itsy bitsy teenie weenie yellow polka dot bikini              | 1960                  | -                     |                 |              | #3 in de Single Top 100                    |
| Ginny come lately                                             | 1962                  | -                     |                 |              | #4 in de Single Top 100                    |
| Sealed with a kiss                                            | 1962                  | -                     |                 |              | #6 in de Single Top 100                    |
| Gypsy woman                                                   | 1970                  | 10-4-1971             | 27              | 4            | #19 in de Single Top 100                   |
| Itsy bitsy teenie weenie yellow polka dot bikini              | 1988                  | 23-7-1988             | tip7            | -            | met Albert West / #43 in de Single Top 100 |

### NPO Radio 2 Top 2000
| Nummers met noteringen in de NPO Radio 2 Top 2000 | '99  | '00 | '01  | '02  | '03  | '04  | '05  | '06 | '07  | '08  |
| ------------------------------------------------- | ---- | --- | ---- | ---- | ---- | ---- | ---- | --- | ---- | ---- |
| Ginny Come Lately                                 | 1731 | -   | 1856 | -    | -    | -    | -    | -   | -    | -    |
| Itsy bitsy teenie weenie yellow polka dot bikini  | 1919 | -   | -    | -    | -    | -    | -    | -   | -    | -    |
| Sealed with a Kiss                                | 1539 | -   | -    | 1544 | 1474 | 1943 | 1768 | -   | 1897 | 1956 |

1. ↑  Een '-' betekent dat het nummer niet was genoteerd en een vetgedrukt getal geeft de hoogste notering van een nummer aan.
2. ↑  Deze tabel is bijgewerkt tot en met de laatste editie (2024).

- Biblioteca Nacional de España: XX869245
- Bibliothèque nationale de France: cb14042669n (data)
- Gemeinsame Normdatei: 134413628
- International Standard Name Identifier: 0000 0001 1447 7596
- Library of Congress Control Number: n95013440
- MusicBrainz: 1de9c97e-2409-409b-bf99-3ae711af6e4e
- Nationale Bibliotheek van Tsjechië: mzk2004261371
- Nationale Bibliotheek van Israël: 987008816737505171
- Nederlandse Thesaurus van Auteursnamen: 073619981
- SNAC: w69c9s1s
- Virtual International Authority File: 73096888
- WorldCat: E39PBJc3FbJGp3jPvBjQKRHgrq